# Signoria di Focea
La Signoria di Focea (in greco Ηγεμονία της Φώκαιας?) fu fondata nel 1275, quando il nobile genovese Manuele Zaccaria ricevette in feudo dall'imperatore bizantino Andronico II Paleologo le città gemelle di Focea Vecchia e Focea Nuova. La famiglia Zaccaria accumulò una notevole fortuna grazie alle sue proprietà, in particolare alle ricche miniere di allume. Gli Zaccaria mantennero la signoria fino al 1340, quando fu ripresa dai Bizantini sotto Andronico III Paleologo.

## Signori della Vecchia e Nuova Focea
- 1275–1288 Manuele Zaccaria
- 1288–1304 Benedetto I Zaccaria
- 1304–1314 Benedetto II Zaccaria
- 1314–1331 Andreolo Cattaneo (sposò Eliana Zaccaria)
- 1331–1340 Domenico Cattaneo

## Governatori della Vecchia e Nuova Focea
- 1302–1307 Tedisio Zaccaria
- 1307 Nicolino Zaccaria
- 1307–1314 Andreolo Cattaneo
- 1329 Arrigo Tartaro